# Saint-Vincent-de-Connezac
Saint-Vincent-de-Connezac is een gemeente in het Franse departement Dordogne (regio Nouvelle-Aquitaine) en telt 487 inwoners (2004). De plaats maakt deel uit van het arrondissement Périgueux.

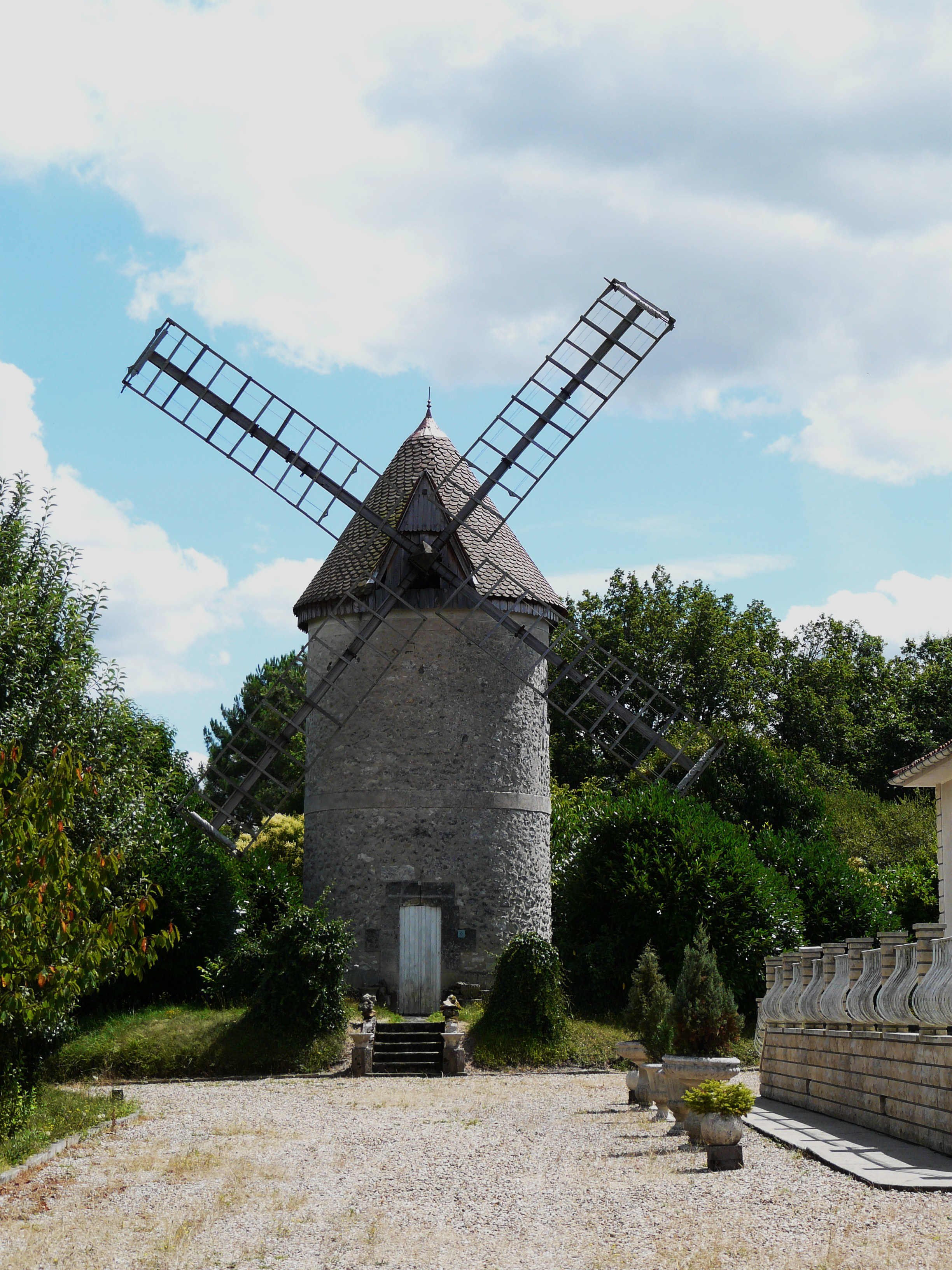
Molen van Saint-Vincent-de-Connezac
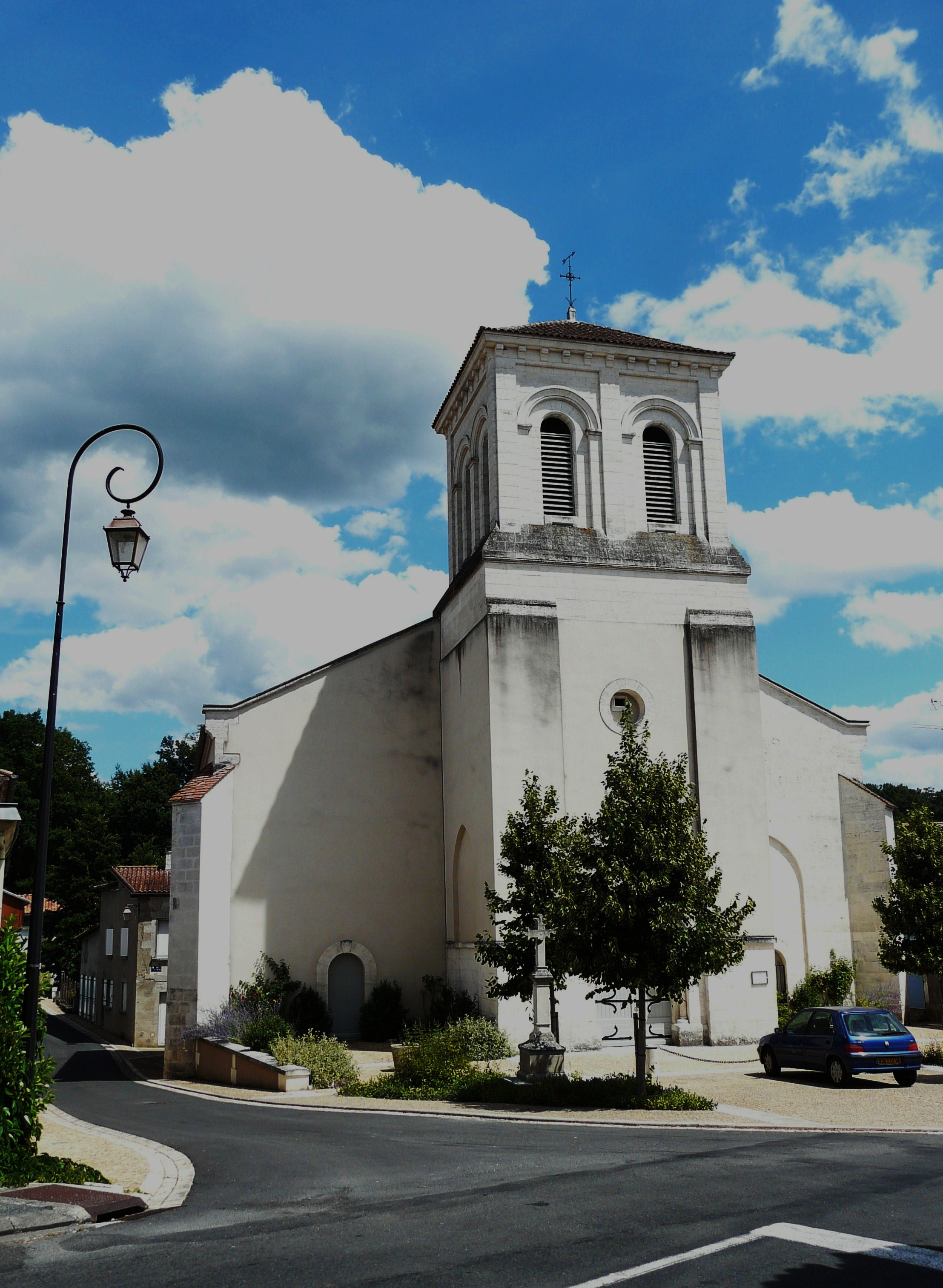
Kerk van Saint-Vincent-de-Connezac

## Geografie
De oppervlakte van Saint-Vincent-de-Connezac bedraagt 14,9 km², de bevolkingsdichtheid is 32,7 inwoners per km².
De onderstaande kaart toont de ligging van Saint-Vincent-de-Connezac met de belangrijkste infrastructuur en aangrenzende gemeenten.

## Demografie
Onderstaande figuur toont het verloop van het inwonertal (bron: INSEE-tellingen).